# Stictoporella
Stictoporella är ett släkte av mossdjur. Stictoporella ingår i familjen Stictoporellidae.
Kladogram enligt Catalogue of Life:
| Stictoporella | \| \| Stictoporella flexuosa \| \| \| \| \| \| Stictoporella frondosa \| \| \| \| |
|               | \| \| Stictoporella flexuosa \| \| \| \| \| \| Stictoporella frondosa \| \| \| \| |
|               | Pseudostictoporella                                                               |
|               |                                                                                   |
|               | Stictoporella flexuosa                                                            |
|               |                                                                                   |
|               | Stictoporella frondosa                                                            |
|               |                                                                                   |

|  | Stictoporella flexuosa |
|  |                        |
|  | Stictoporella frondosa |
|  |                        |